# Кевин Свирин
Кевин Свирин (енгл. Kevin Swiryn; 16. децембар 1984) бивши је амерички рагбиста и репрезентативац. За репрезентацију САД дебитовао је против Ирске у тест мечу 31. маја 2009. Почео је да игра рагби тек са 19 година, а пре тога је тренирао амерички фудбал. Један је од ретких Американаца, који су играли у најачој лиги у Европи, француском Топ 14. Две године играо је за Ажен. Био је део америчке репрезентације на светском првенству 2011. Играо је и за рагби 7 репрезентацију САД. Због више повреда, био је принуђен да престане да игра рагби 2012. 